# Koningin Wilhelminabrug
De Koningin Wilhelminabrug is een brug over het Waaigat in het centrum van Willemstad in Curaçao en verbindt de wijken Punda en Scharloo. De brug is gebouwd in 1928 en was van oorsprong een ophaalbrug. Nadat het dok in het Waaigat werd verwoest werd de brug vastgezet.
In 2005 werd er een nieuwe brug geplaatst. De oude brug werkte niet meer. Hij ging niet open. Deze werd gedoneerd door Nederland en gefinancierd door de EU. Men had een brug nodig die openging, omdat men het Waaigat ging exploiteren om er een jachthaven van te maken.
De nieuwe brug, stond voordat deze naar Willemstad ging tussen Heibloem en Meijel in de N279 en overbrugde de Noordervaart.

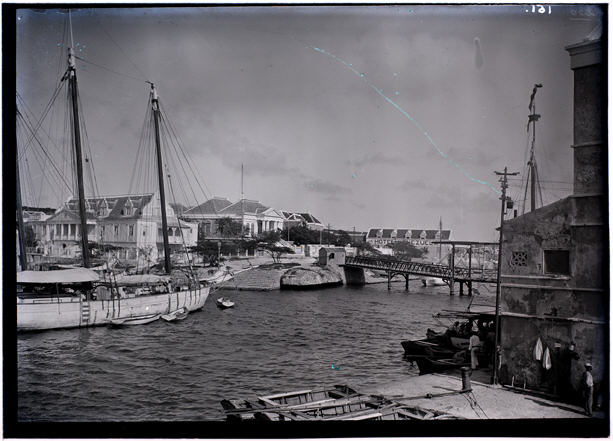
Brug over het Waaigat aan het begin van de 20ste eeuw met links de wijk Scharloo.